# Požarevac Pastuvi
Gli Požarevac Pastuvi sono una squadra di football americano di Požarevac, in Serbia; fondati nel 2003 come Požarevac Outlaws, nel 2011 sono diventati KAF Požarevac per assumere il nome Pastuvi nel 2013.

## Dettaglio stagioni

### Tackle

#### Tornei nazionali

##### Campionato

###### Superliga/Prva Liga (primo livello)
| Stagione | regular season | regular season | regular season | regular season | regular season | regular season | playoff | playoff | playoff | playoff | playoff | playoff        | playoff          |
|          | Vin            | Par            | Per            | Tot            | PF             | PS             | Vin     | Per     | Tot     | PF      | PS      | risultato      | avversaria       |
| -------- | -------------- | -------------- | -------------- | -------------- | -------------- | -------------- | ------- | ------- | ------- | ------- | ------- | -------------- | ---------------- |
| 2011     | 0              | 0              | 6              | 6              | 64             | 204            | -       | -       | -       | -       | -       | -              | -                |
| 2021     | 0              | 0              | 6              | 6              | 23             | 238            | 1       | 0       | 1       | 29      | 6       | Non retrocessi | Kikinda Mammoths |
| 2022     | 0              | 0              | 6              | 6              | 40             | 232            | -       | -       | -       | -       | -       | Retrocessi     | -                |
| Totale   | 0              | 0              | 18             | 18             | 97             | 674            | 1       | 0       | 1       | 29      | 6       |                |                  |

Fonti: Enciclopedia del Football - A cura di Roberto Mezzetti

###### Prva Liga (secondo livello)/Druga Liga
| Stagione | regular season | regular season | regular season | regular season | regular season | regular season | playoff | playoff | playoff | playoff | playoff | playoff    | playoff     |
|          | Vin            | Par            | Per            | Tot            | PF             | PS             | Vin     | Per     | Tot     | PF      | PS      | risultato  | avversaria  |
| -------- | -------------- | -------------- | -------------- | -------------- | -------------- | -------------- | ------- | ------- | ------- | ------- | ------- | ---------- | ----------- |
| 2012     | 0              | 0              | 8              | 8              | 93             | 297            | -       | -       | -       | -       | -       | -          | -           |
| 2013     | 2              | 0              | 3              | 5              | 81             | 138            | -       | -       | -       | -       | -       | -          | -           |
| 2014     | 3              | 0              | 2              | 5              | 93             | 91             | -       | -       | -       | -       | -       | -          | -           |
| 2015     | 1              | 0              | 4              | 5              | 114            | 164            | -       | -       | -       | -       | -       | -          | -           |
| 2016     | 4              | 0              | 2              | 6              | 153            | 59             | -       | -       | -       | -       | -       | -          | -           |
| 2017     | 1              | 0              | 4              | 4              | 42             | 146            | -       | -       | -       | -       | -       | -          | -           |
| 2018     | 0              | 0              | 5              | 5              | 21             | 171            | -       | -       | -       | -       | -       | -          | -           |
| 2019     | 1              | 0              | 3              | 4              | 71             | 90             | 0       | 1       | 1       | 2       | 31      | Semifinale | Banat Bulls |
| 2020     | 1              | 0              | 2              | 3              | 103            | 120            | 0       | 1       | 1       | 30      | 52      | Wild Card  | Bečej Vidre |
| Totale   | 13             | 0              | 33             | 46             | 771            | 1276           | 0       | 2       | 2       | 32      | 83      |            |             |

Fonti: Enciclopedia del Football - A cura di Roberto Mezzetti

##### Campionati giovanili

###### Juniorska Liga
| Stagione | regular season | regular season | regular season | regular season | regular season | regular season | playoff | playoff | playoff | playoff | playoff | playoff   | playoff    |
|          | Vin            | Par            | Per            | Tot            | PF             | PS             | Vin     | Per     | Tot     | PF      | PS      | risultato | avversaria |
| -------- | -------------- | -------------- | -------------- | -------------- | -------------- | -------------- | ------- | ------- | ------- | ------- | ------- | --------- | ---------- |
| 2015     | 0              | 0              | 5              | 5              | 20             | 197            | -       | -       | -       | -       | -       | -         | -          |
| Totale   | 0              | 0              | 5              | 5              | 20             | 197            | -       | -       | -       | -       | -       |           |            |

Fonti: Enciclopedia del Football - A cura di Roberto Mezzetti

#### Tornei internazionali

##### Balkan Football League
| Stagione | regular season | regular season | regular season | regular season | regular season | regular season | playoff | playoff | playoff | playoff | playoff | playoff   | playoff    |
|          | Vin            | Par            | Per            | Tot            | PF             | PS             | Vin     | Per     | Tot     | PF      | PS      | risultato | avversaria |
| -------- | -------------- | -------------- | -------------- | -------------- | -------------- | -------------- | ------- | ------- | ------- | ------- | ------- | --------- | ---------- |
| 2021     | 0              | 0              | 2              | 2              | 0              | 82             | -       | -       | -       | -       | -       | -         | -          |
| Totale   | 0              | 0              | 2              | 2              | 0              | 82             | -       | -       | -       | -       | -       |           |            |

Fonti: Enciclopedia del Football - A cura di Roberto Mezzetti

### Flag

#### Seniorska Fleg Liga
| Stagione | regular season | regular season | regular season | regular season | regular season | regular season | playoff | playoff | playoff | playoff | playoff | playoff   | playoff    |
|          | Vin            | Par            | Per            | Tot            | PF             | PS             | Vin     | Per     | Tot     | PF      | PS      | risultato | avversaria |
| -------- | -------------- | -------------- | -------------- | -------------- | -------------- | -------------- | ------- | ------- | ------- | ------- | ------- | --------- | ---------- |
| 2016     | 2              | 0              | 6              | 8              | 195            | 242            | -       | -       | -       | -       | -       | -         | -          |
| Totale   | 2              | 0              | 6              | 8              | 195            | 242            | -       | -       | -       | -       | -       |           |            |

Fonti: Enciclopedia del Football - A cura di Roberto Mezzetti

#### Ženska Fleg Liga
| Stagione | regular season | regular season | regular season | regular season | regular season | regular season | playoff | playoff | playoff | playoff | playoff | playoff   | playoff    |
|          | Vin            | Par            | Per            | Tot            | PF             | PS             | Vin     | Per     | Tot     | PF      | PS      | risultato | avversaria |
| -------- | -------------- | -------------- | -------------- | -------------- | -------------- | -------------- | ------- | ------- | ------- | ------- | ------- | --------- | ---------- |
| 2016     | 1              | 0              | 5              | 6              | 45             | 192            | -       | -       | -       | -       | -       | -         | -          |
| 2017     | 2              | 0              | 4              | 6              | 110            | 150            | -       | -       | -       | -       | -       | -         | -          |
| Totale   | 3              | 0              | 9              | 12             | 155            | 342            | -       | -       | -       | -       | -       |           |            |

Fonti: Enciclopedia del Football - A cura di Roberto Mezzetti

#### Pionirska Fleg Liga
| Stagione | regular season | regular season | regular season | regular season | regular season | regular season | playoff | playoff | playoff | playoff | playoff | playoff           | playoff    |
|          | Vin            | Par            | Per            | Tot            | PF             | PS             | Vin     | Per     | Tot     | PF      | PS      | risultato         | avversaria |
| -------- | -------------- | -------------- | -------------- | -------------- | -------------- | -------------- | ------- | ------- | ------- | ------- | ------- | ----------------- | ---------- |
| 2015     | 3              | 0              | 1              | 4              | 173            | 73             | 0       | 4       | 4       | 53      | 105     | Girone semifinale | -          |
| Totale   | 3              | 0              | 1              | 4              | 173            | 73             | 0       | 4       | 4       | 53      | 105     |                   |            |

Fonti: Enciclopedia del Football - A cura di Roberto Mezzetti

### Riepilogo fasi finali disputate
| Anno             | Luogo | Evento     | Fase del torneo | Incontro                             | Risultato |
| 15 giugno 2019   |       | Druga Liga | Semifinale      | Banat Bulls - Požarevac Pastuvi      | 31 - 2    |
| 1º novembre 2020 |       | Druga Liga | Wild Card       | Požarevac Pastuvi - Bečej Vidre      | 30 - 52   |
| 11 luglio 2021   |       | Prva Liga  | Playout         | Požarevac Pastuvi - Kikinda Mammoths | 29 - 6    |

## Palmarès
- 1 Arena Liga (2010)